# NOLA Motorsports Park
Het NOLA Motorsports Park is een permanent circuit in de buurt van Avondale, Louisiana, Verenigde Staten. Het circuit is geopend in de herfst van 2011.
Het circuit was ontworpen door Alan Wilson, die ook het Miller Motorsports Park en het Barber Motorsports Park ontwierp. Naast de twee internationale circuits zijn er ook drie kartbanen aanwezig op het circuit.
In 2012 was het AMA Superbike Championship het eerste grote kampioenschap dat op het circuit werd gehouden. In februari 2014 werd het U.S. F2000 National Championship gehouden op het circuit. In april 2015 wordt voor het eerst een race in de IndyCar Series op het circuit georganiseerd.

## Kaarten

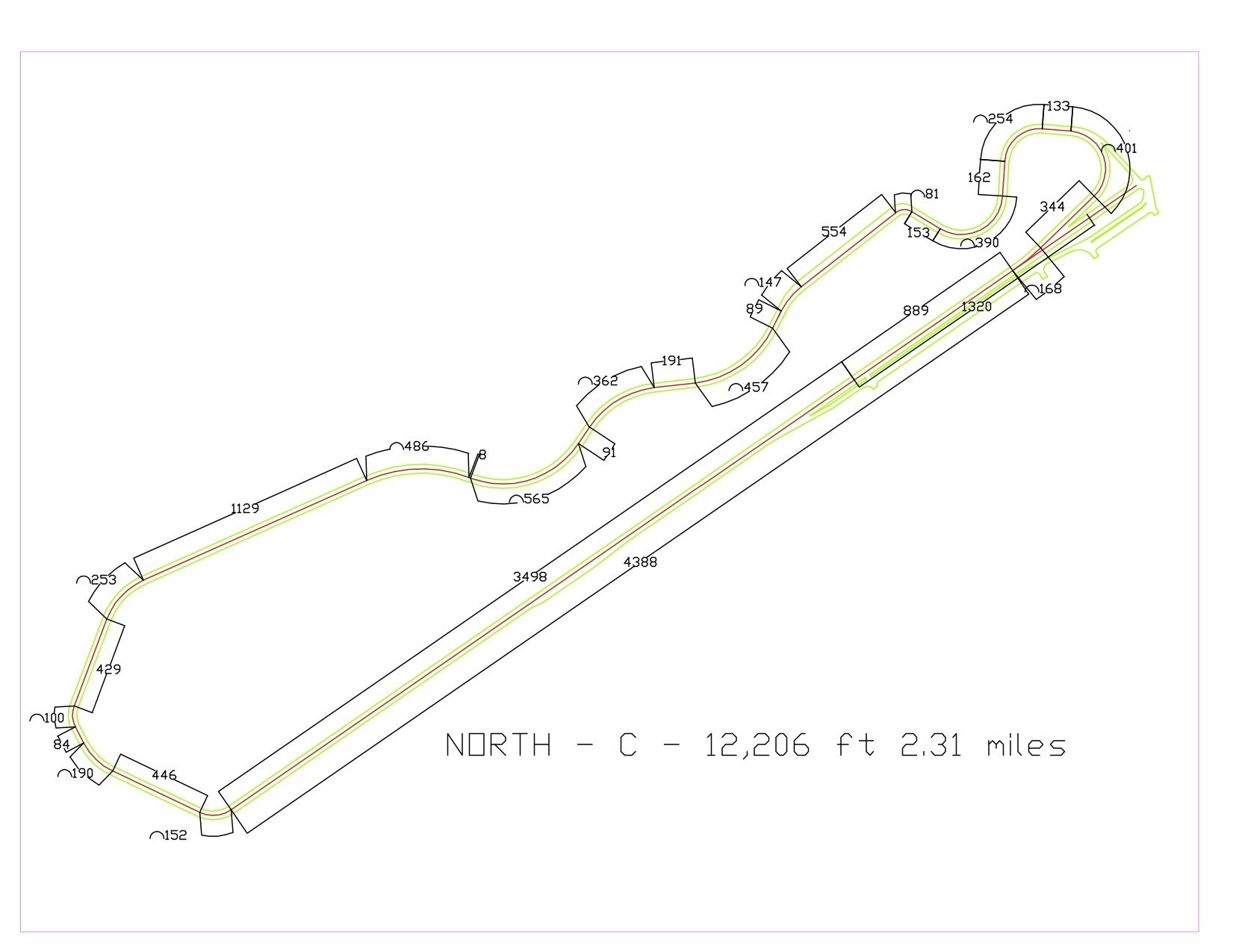
Noordelijk circuit C